# ASD Pallamano Aretusa
L'ASD Pallamano Aretusa o più comunemente Aretusa, è una società di pallamano della città di Siracusa. Nella stagione 2023-2024 milita in Serie B nella maschile ed in Serie A2 nella femminile.
Fondata nel luglio del 2018, dal presidente Placido Villari, dopo la mancata iscrizione dell'Albatro in massima serie, assume come colori sociali del club il rosso ed il verde. 
L'impianto sede delle gare interne è il PalaLoBello dedicato all'ex arbitro di calcio Concetto Lo Bello.

## Storia
Nel Luglio del 2018 lo sponsor Teamnetwork della famiglia Di Stefano decide di non rinnovare il sostegno economico all'Albatro per problemi finanziari, causando per il sodalizio bianconero la rinuncia al massimo torneo di pallamano, costringendo l'Albatro a ripartire dal campionato regionale di Serie B. Questo avvenimento, induce Placido Villari (ex Vigili del Fuoco e Albatro) a fondare una nuova società che possa dare nuovo slancio per tutto il movimento pallamanistico a Siracusa. Così a distanza di pochi giorni, a fine luglio 2018, prende forma il progetto Asd Pallamano Aretusa. Viene dapprima rilevato il titolo dell'Albatro femminile, che così facendo tengono in vita il movimento femminile, salvaguardando la categoria di Serie A2. Mentre la maschile si iscrive al torneo di Serie B.
Il 24 novembre 2018, a distanza di diversi anni, torna a giocarsi a Siracusa un derby di pallamano, fra l'Albatro e l'Aretusa. La formazione allenata da Luigi Rudilosso, ex bandiera di quel CC Ortigia campione d'Italia, cederà contro i più quotati avversari dell'Albatro per 30-20 (al termine della stagione i bianconeri vinceranno il torneo approdando in Serie A2). Il match ha visto presenti sulle tribune circa 500 spettatori, che nonostante la categoria ha dimostrato di meritare ben altre platee.
Al termine della stagione, la formazione maschile guadagnerà un insperato secondo posto finale, mentre la femminile arriverà terza nel proprio girone, a dimostrazione dell'ottimo lavoro svolto dal team.
L’anno successivo la maschile con il riconfermato Luigi Rudilosso c’entra nuovamente la seconda posizione, lottando punto a punto con l’Haenna, che alla fine grazie allo scontro diretto vinto farà suo il primato. Campionato che non avvierà la seconda fase finale, per via della grave crisi epidemiologica che nel 2020 ha colpito il mondo intero, ex in particolare l’Italia. Infatti per via del Coronavirus la Figh impone la chiusura dei campionati in anticipo, annullando le promozioni in Serie A2, e lasciando il tutto con un nulla di fatto. Piccola soddisfazione per il club, la finale di Coppa Sicilia (vinta poi dall’Haenna). Nella femminile, le ragazze allenate da Pierandrea Izzi grande conoscitore della pallamano femminile, nonché vincitore dello scudetto con l’EOS siracusa che entra a far parte dello staff, otterranno un quarto posto finale, raggiungendo una salvezza tranquilla.
La stagione 2020-2021 vede la formazione maschile guidata da Roberto Giuffrida terminare la stagione al terzo posto, raggiungendo la finale di Coppa Sicilia, poi vinta dall’Aetna Mascalucia. La femminile ottiene uno storico secondo posto ottenendo il pass ai playoff promozione, non riuscendo però poi a centrare il salto di categoria.
La stagione 2021-2022 vede protagonisti i colori rossoverdi. La maschile raggiunge la finale di coppa Sicilia (poi vinta da Alcamo) classificandosi in campionato al secondo posto a pari punti con Alcamo (primo solo per differenza reti). Ai playoff promozione, ottiene il salto di categoria in Serie A2 regolando nel meglio delle due gare proprio i trapanesi (32-25 e 32-27).
La femminile si conferma raggiungendo nuovamente i playoff promozione, dove purtroppo non riuscirà a passare il primo turno (due sconfitte ed una vittoria per le ragazze di Costa).
Nella stagione 2022-23 l’Aretusa apre un nuovo ciclo. Alla guida tecnica arriva il coach spagnolo Sergio Vilageliu per le formazioni maschili (la squadra di Serie B e quelle giovanili) e Gianni Attanasio per quella femminile di A2. Quest'ultimo tuttavia rescinderà consensualmente il contratto dopo pochi mesi, per lo spagnolo, invece, sarà una stagione quasi perfetta: nonostante un campionato di Serie B chiuso in terza posizione (2 vittorie contro Alcamo, 3 con il Girgenti, rispettivamente prima e seconda), l’Aretusa dopo tre finali di Coppa Sicilia perse consecutivamente nelle stagioni precedenti, riesce ad alzare il trofeo, per la prima volta nella storia di questa società, nella finalissima di Gela contro Alcamo. 
L’Aretusa, nata principalmente per la valorizzazione del settore giovanile, riuscirà a tirare fuori un talento dopo l’altro, ricevendo attestati di stima da tutto il movimento. Il presidente Placido Villari vanta al momento svariati titoli giovanili (menzione di merito per il raggiungimento della finale scudetto Under 15 persa a luglio 2024 in finale a Misano Adriatico contro gli altoatesini del Merano), oltre alla vittoria di un campionato di Serie B e la recente Coppa Sicilia. 
Sergio Vilageliu, nell'ultima stagione, dopo la rescissione di coach Attanasio, siederà anche sulla panchina femminile, raggiungendo la finale di Coppa Sicilia persa contro Erice ad Enna ed una qualificazione alla Final Six di Chieti per il salto in Serie A1 senza però centrare il salto di categoria.

## Strutture

### Palasport
La Pallamano Aretusa disputa le gare interne all'interno del Palazzetto dello sport PalaLoBello intitolato a Concetto Lo Bello, grazie alla collaborazione con il Comune di Siracusa che detiene la proprietà dell'impianto. Il Pala Lo Bello ha una capienza complessiva di 2.700 posti a sedere.

## Società
La matricola storica del club è la n. 4011, in essere dal 2018.
| Anni      | Denominazione     |
| --------- | ----------------- |
| 2018-oggi | Pallamano Aretusa |

## Allenatori e presidenti

### Allenatori
- 2018-2020  Luigi Rudilosso
- 2020-2021  Roberto Giuffrida
- 2021-2023  Pierandrea Izzi
- 2023-oggi  Sergio Vilageliu García

- 2018-2019  Salvatore Signorelli
- 2019-2021  Pierandrea Izzi
- 2021-2022  Antonio Costa
- 2022-2023  Alfio Settembre
- 2023-2024  Gianni Attanasio
 Sergio Vilageliu García

### Presidenti
- 2018-oggi  Placido Villari

## Pallamanisti stranieri

### Pallamanisti stranieri
Di seguito l'elenco dei pallamanisti stranierei che si sono susseguiti negli anni:
- 2020-2021  Naveesha Yatawarage
- 2021-2022  Naveesha Yatawarage
 Leone Santos Almeida
 Gino Del Curto
- 2022-2023  Naveesha Yatawarage
- 2023-2024  Pierre Migliara
 Dimitri Cocher

- 2020-2021  Celeste Meccia
 Ljubica Ćeklić
 Iulia Faig
- 2021-2022  Iulia Faig
- 2022-2023  Milagros Baggini
- 2023-2024  Nerea Michelle Costanzo Serratto
 Melissa Denasio
 Yamila Ohaco Urbani
 Sofia Longobi Sassaroli
 Qimey Sausa Muller
 Laura Gonzalez

## Statistiche e record

### Partecipazione ai campionati

#### Maschile
| Livello | Categoria | Partecipazioni | Debutto   | Ultima stagione | Totale |
| ------- | --------- | -------------- | --------- | --------------- | ------ |
| 2°      | Serie A2  | 1              | 2022-2023 | 2022-2023       | 1      |
| 3°      | Serie B   | 5              | 2018-2019 | 2023-2024       | 5      |

#### Femminile
| Livello | Categoria | Partecipazioni | Debutto   | Ultima stagione | Totale |
| ------- | --------- | -------------- | --------- | --------------- | ------ |
| 2°      | Serie A2  | 6              | 2018-2019 | 2023-2024       | 6      |

## Rosa

### Rosa 2021-22 (maschile)
| N° | Naz.                 | Ruolo | Sportivo            | Anno |  |  |
| -- | -------------------- | ----- | ------------------- | ---- |  |  |
| 1  | Italia (bandiera)    | P     | Lorenzo Carnemolla  | 2005 |  |  |
| 70 | Italia (bandiera)    | P     | Lorenzo Rubino      | 2003 |  |  |
| 97 | Italia (bandiera)    | P     | Giulio Carnemolla   | 2006 |  |  |
| 2  | Italia (bandiera)    | A     | Mattia Tito         | 2004 |  |  |
| 4  | Italia (bandiera)    | A     | Samuele Caramagno   | 2006 |  |  |
| 7  | Italia (bandiera)    | T     | Lorenzo Santoro     | 2001 |  |  |
| 8  | Italia (bandiera)    | A     | Danilo Infantino    | 2007 |  |  |
| 9  | Italia (bandiera)    | T     | Gabriel Fontana     | 2004 |  |  |
| 11 | Italia (bandiera)    | A     | Antonio Izzi        | 2004 |  |  |
| 24 | Italia (bandiera)    | A     | Simone Faraci       | 2004 |  |  |
| 27 | Italia (bandiera)    | PV    | Enrico Cella        | 2004 |  |  |
| 29 | Italia (bandiera)    | PV    | Antonino Brandino   | 2004 |  |  |
| 67 | Italia (bandiera)    | A     | Matteo Vasquez      | 2006 |  |  |
| 84 | Sri Lanka (bandiera) | T     | Naveesha Yatawarage | 2006 |  |  |
| 90 | Italia (bandiera)    | T     | Marco Santoro       | 2005 |  |  |
|    | Italia (bandiera)    | T     | Vincenzo Giuliano   | 2005 |  |  |

### Staff tecnico
- Allenatore:  Pierandrea Izzi

### Rosa 2021-22 (Femminile)
| N° | Naz.               | Ruolo | Sportivo            | Anno |  |  |
| -- | ------------------ | ----- | ------------------- | ---- |  |  |
|    | Italia (bandiera)  | P     | Vanessa Armeli      | 1992 |  |  |
|    | Italia (bandiera)  | P     | Alessia Di Nicolò   |      |  |  |
|    | Italia (bandiera)  | P     | Elvira Strano       |      |  |  |
|    | Italia (bandiera)  | A     | Martina Casella     | 1982 |  |  |
|    | Italia (bandiera)  | A     | Liala Lattuca       |      |  |  |
|    | Romania (bandiera) | C     | Iulia Faig          | 1995 |  |  |
|    | Italia (bandiera)  | PV    | Valentina Giallongo | 1986 |  |  |
|    | Italia (bandiera)  | A     | Maia Inì            |      |  |  |
|    | Italia (bandiera)  | T     | Adriana Nasisi      | 1990 |  |  |
|    | Italia (bandiera)  | T     | Giorgia Romano      | 2002 |  |  |
|    | Italia (bandiera)  | A     | Marika Spada        | 1996 |  |  |
|    | Italia (bandiera)  | PV    | Mara Magro          | 2002 |  |  |
|    | Italia (bandiera)  | T     | Denise Sciurba      |      |  |  |
|    | Italia (bandiera)  | PV    | Giordana Brancato   | 1993 |  |  |
|    | Italia (bandiera)  | T     | Elisa Spalletta     |      |  |  |

### Staff tecnico 2
- Allenatore:  Antonio Costa

## Palmarès
maschile
- Serie B
2021-2022
- Campione regionale under 13
2021-2022
- Campione regionale under 15
2020-2021
2021-2022
- Campione regionale under 17
2021-2022